# Lista över värmekapaciteter
Detta är en lista över värmekapaciteter som ger specifika, såväl som volymetriska och molära värmekapaciteter, för några vanligt förekommade substanser inom ingenjörsvetenskapen. Generellt är den volymetriska värmekapaciteten den mest konstanta parametern (åtminstone för ämnen i fast form), som oftast ligger runt 3 megajoule per kubikmeter och kelvin. Notera att särskilt höga molvärden, såsom paraffin, bensin, vatten och ammoniak, är som resultat av att beräkna den specifika värmekapaciteten för molekyler. Om den specifika värmekapaciteten uttrycks i per mol atomer för dessa ämnen så överstiger ingen av de konstanta volymvärdena Dulong–Petits gräns på 25 J⋅mol−1⋅K−1 = 3 R per mol atomer. Paraffin har exempelvis mycket stora molekyler och därmed en hög värmekapacitet per mol, men som ett ämne har den inte en så anmärkningsvärd värmekapacitet när det gäller volym, massa eller atommol (vilket är bara 1,41 R per mol atom, eller mindre än hälften av de flesta fasta ämnen, uttryckt i värmekapacitet per atom).

## Tabell över värmekapaciteter
Tabellen nedan gäller för värmekapaciteter vid 25°C, eller 298 K, om inget annat anges. Anmärkningsvärda minima och maxima visas i rödbrun.
| Substans                                                                | Fasform  | Isobarisk massvärmekapacitetkJ/(kg*K) | Isobarisk molär värmekapacitet | Isokor molär värmekapacitet | Isobarisk volymetrisk värmekapacitet | Isokor atommolär värmekapacitet |
| ----------------------------------------------------------------------- | -------- | ------------------------------------- | ------------------------------ | --------------------------- | ------------------------------------ | ------------------------------- |
| Luft                                                                    | Gas      | 1,0035                                | 29,07                          | 20,7643                     | 0,001297                             | ~ 1,25                          |
| Luft                                                                    | Gas      | 1,012                                 | 29,19                          | 20,85                       | 0,00121                              | ~ 1,25                          |
| Aluminium                                                               | Fast     | 0,897                                 | 24,2                           |                             | 2,422                                | 2,91                            |
| Ammoniak                                                                | Flytande | 4,700                                 | 80,08                          |                             | 3,263                                | 3,21                            |
| Animalisk vävnad                                                        | Blandat  | 3,5                                   |                                |                             | 3,7                                  |                                 |
| Antimon                                                                 | Fast     | 0,207                                 | 25,2                           |                             | 1,386                                | 3,03                            |
| Argon                                                                   | Gas      | 0,5203                                | 20,7862                        | 12,4717                     |                                      | 1,50                            |
| Arsenik                                                                 | Fast     | 0,328                                 | 24,6                           |                             | 1,878                                | 2,96                            |
| Beryllium                                                               | Fast     | 1,82                                  | 16,4                           |                             | 3,367                                | 1,97                            |
| Vismut                                                                  | Fast     | 0,123                                 | 25,7                           |                             | 1,20                                 | 3,09                            |
| Kadmium                                                                 | Fast     | 0,231                                 | 26,02                          |                             |                                      | 3,13                            |
| Koldioxid                                                               | Gas      | 0,839                                 | 36,94                          | 28,46                       |                                      | 1,14                            |
| Krom                                                                    | Fast     | 0,449                                 | 23,35                          |                             |                                      | 2,81                            |
| Koppar                                                                  | Fast     | 0,385                                 | 24,47                          |                             | 3,45                                 | 2,94                            |
| Diamant                                                                 | Fast     | 0,5091                                | 6,115                          |                             | 1,782                                | 0,74                            |
| Etanol                                                                  | Flytande | 2,44                                  | 112                            |                             | 1,925                                | 1,50                            |
| Bensin (oktan)                                                          | Flytande | 2,22                                  | 228                            |                             | 1,64                                 | 1,05                            |
| Glas                                                                    | Fast     | 0,84                                  |                                |                             | 2,1                                  |                                 |
| Guld                                                                    | Fast     | 0,129                                 | 25,42                          |                             | 2,492                                | 3,05                            |
| Granit                                                                  | Fast     | 0,790                                 |                                |                             | 2,17                                 |                                 |
| Grafit                                                                  | Fast     | 0,710                                 | 8,53                           |                             | 1,534                                | 1,03                            |
| Helium                                                                  | Gas      | 5,1932                                | 20,7862                        | 12,4717                     |                                      | 1,50                            |
| Väte                                                                    | Gas      | 14,30                                 | 28,82                          |                             |                                      | 1,23                            |
| Sulfan                                                                  | Gas      | 1,015                                 | 34,60                          |                             |                                      | 1,05                            |
| Järn                                                                    | Fast     | 0,412                                 | 25,09                          |                             | 3,537                                | 3,02                            |
| Bly                                                                     | Fast     | 0,129                                 | 26,4                           |                             | 1,44                                 | 3,18                            |
| Litium                                                                  | Fast     | 3,58                                  | 24,8                           |                             | 1,912                                | 2,98                            |
| Litium                                                                  | Flytande | 4,379                                 | 30,33                          |                             | 2,242                                | 3,65                            |
| Magnesium                                                               | Fast     | 1,02                                  | 24,9                           |                             | 1,773                                | 2,99                            |
| Kvicksilver                                                             | Flytande | 0,1395                                | 27,98                          |                             | 1,888                                | 3,36                            |
| Metan                                                                   | Gas      | 2,191                                 | 35,69                          |                             |                                      | 0,85                            |
| Metanol                                                                 | Flytande | 2,14                                  | 68,62                          |                             |                                      | 1,38                            |
| Salt                                                                    | Flytande | 1,56                                  |                                |                             | 2,62                                 |                                 |
| Kväve                                                                   | Gas      | 1,040                                 | 29,12                          | 20,8                        |                                      | 1,25                            |
| Neon                                                                    | Gas      | 1,0301                                | 20,7862                        | 12,4717                     |                                      | 1,50                            |
| Syre                                                                    | Gas      | 0,918                                 | 29,38                          | 21,0                        |                                      | 1,26                            |
| Paraffinvax                                                             | Fast     | 2,5                                   | 900                            |                             | 2,325                                | 1,41                            |
| Polyeten                                                                | Fast     | 2,3027                                |                                |                             |                                      |                                 |
| Kiseldioxid (sammansmält)                                               | Fast     | 0,703                                 | 42,2                           |                             | 1,547                                | 1,69                            |
| Silver                                                                  | Fast     | 0,233                                 | 24,9                           |                             | 2,44                                 | 2,99                            |
| Natrium                                                                 | Fast     | 1,230                                 | 28,23                          |                             |                                      | 3,39                            |
| Stål                                                                    | Fast     | 0,466                                 |                                |                             | 3,756                                |                                 |
| Tenn                                                                    | Fast     | 0,227                                 | 27,112                         |                             | 1,659                                | 3,26                            |
| Titan                                                                   | Fast     | 0,523                                 | 26,060                         |                             | 2,6384                               | 3,13                            |
| Volfram                                                                 | Fast     | 0,134                                 | 24,8                           |                             | 2,58                                 | 2,98                            |
| Uran                                                                    | Fast     | 0,116                                 | 27,7                           |                             | 2,216                                | 3,33                            |
| Vatten                                                                  | Gas      | 2,080                                 | 37,47                          | 28,03                       |                                      | 1,12                            |
| Vatten                                                                  | Flytande | 4,1813                                | 75,327                         | 74,53                       | 4,1796                               | 3,02                            |
| Vatten                                                                  | Flytande | 4,1813                                | 75,327                         | 74,53                       | 4,2160                               | 3,02                            |
| Vatten                                                                  | Fast     | 2,05                                  | 38,09                          |                             | 1,938                                | 1,53                            |
| Zink                                                                    | Fast     | 0,387                                 | 25,2                           |                             | 2,76                                 | 3,03                            |
| Anmärkningar 1. 2. 3. 4. 5. 6. 7. 8. 9. 10. 11. 12. 13. 14. 15. 16. 17. |          |                                       |                                |                             |                                      |                                 |

### Allmänna källor
- Serway, Raymond; Vuille, Chris (2012), College Physics (9), Boston: Brooks/Cole, ISBN 978-0-8400-6206-2, OCLC 733952215, https://www.bau.edu.jo/UserPortal/UserProfile/PostsAttach/57751_5218_1.pdf, läst 15 september 2020
- Chase, Malcolm (1998), NIST-JANAF Thermochemical Tables, Journal of physical and chemical reference data, "2" (4), Washington D.C.: American Chemical Society, ISBN 1-56396-831-2, OCLC 39682152, https://srd.nist.gov/JPCRD/jpcrdM9.pdf, läst 17 september 2020